# Cyathocalyx harmandii
Cyathocalyx harmandii är en kirimojaväxtart som först beskrevs av Achille Eugène Finet och François Gagnepain, och fick sitt nu gällande namn av R. J. Wang och Richard M.K. Saunders. Cyathocalyx harmandii ingår i släktet Cyathocalyx, och familjen kirimojaväxter. Inga underarter finns listade i Catalogue of Life.